# Bunnik (gemeente)

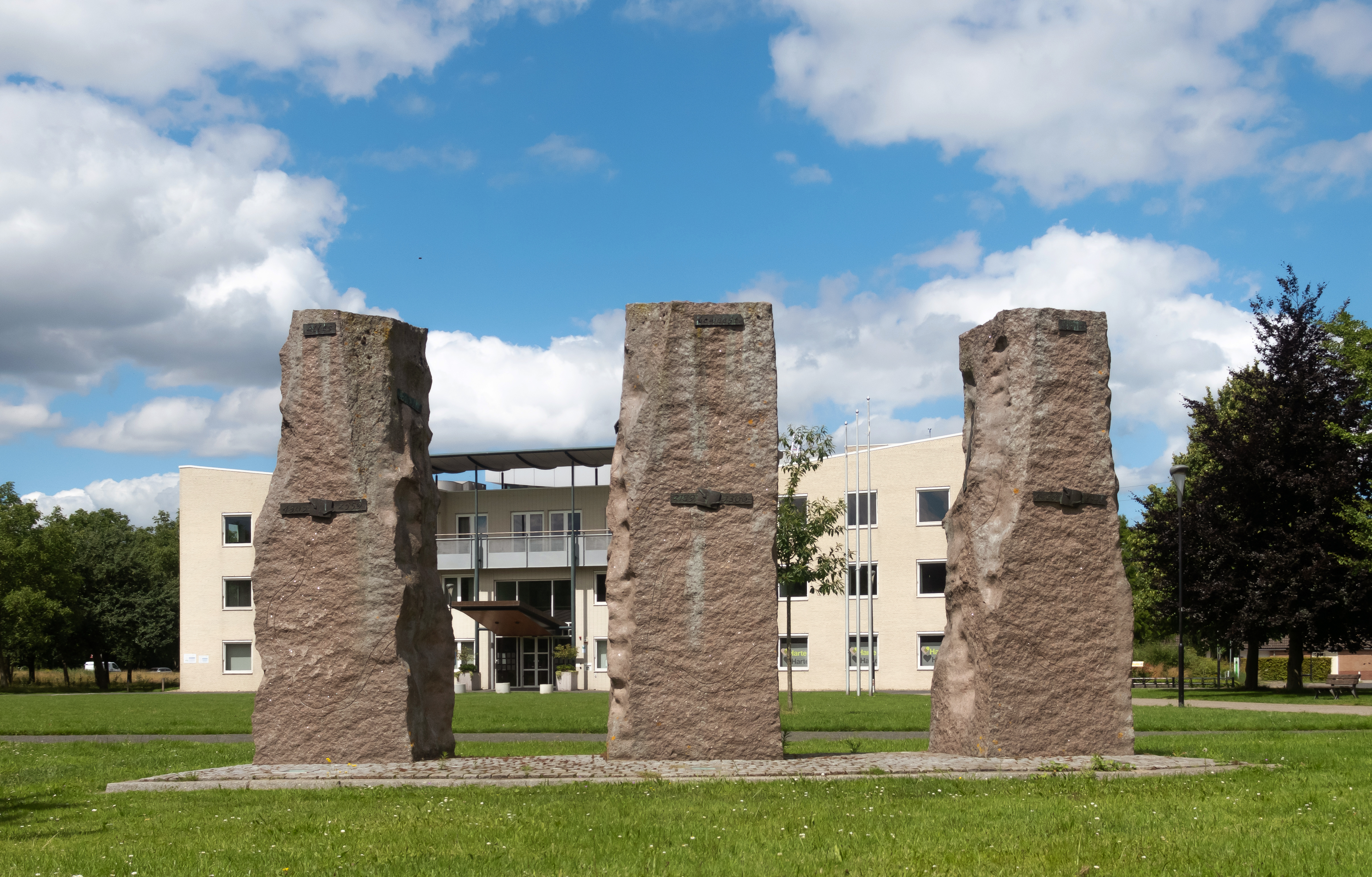
Odijk, kunstwerk voor het gemeentehuis

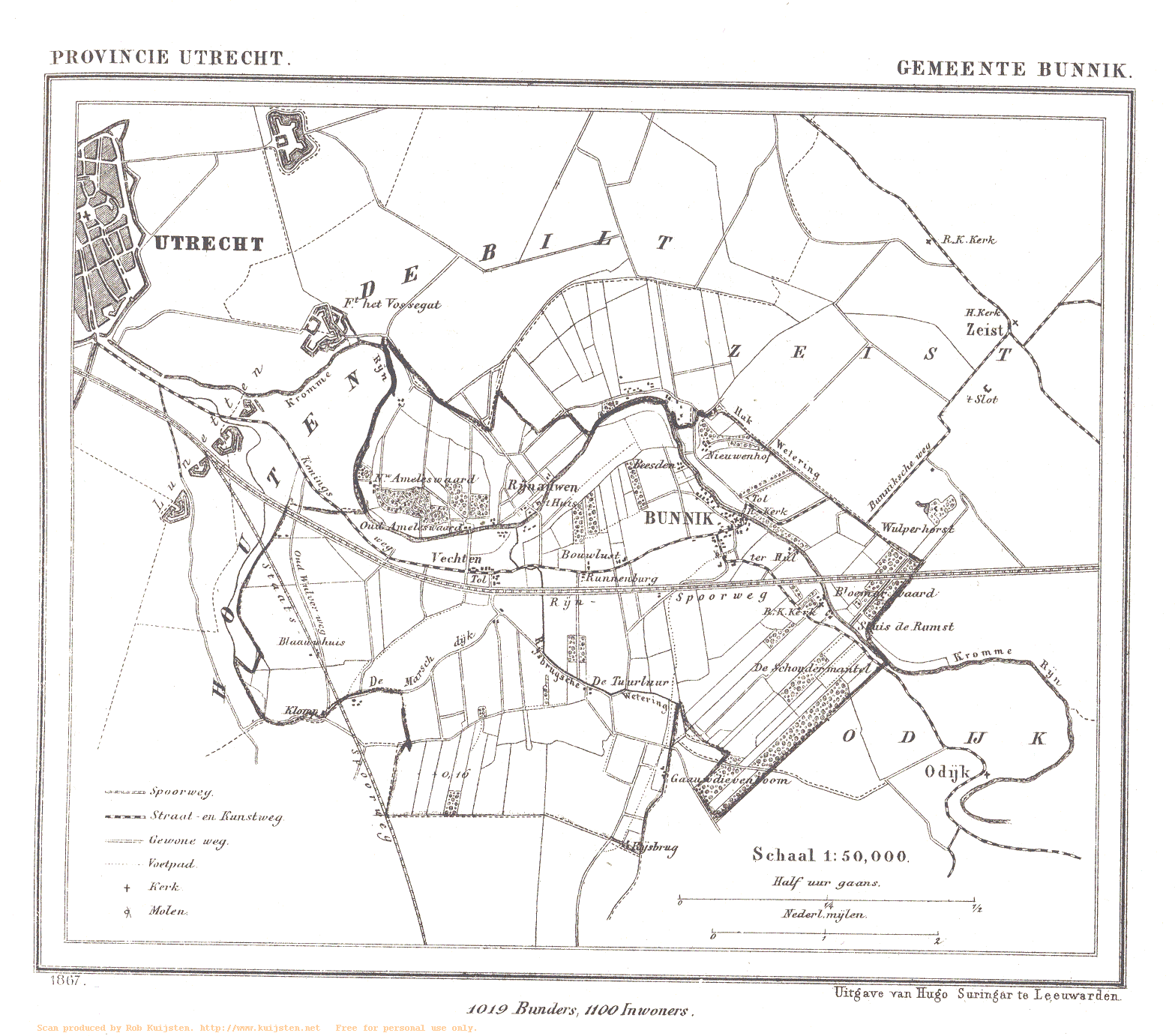
Kaart van de gemeente Bunnik in 1867.

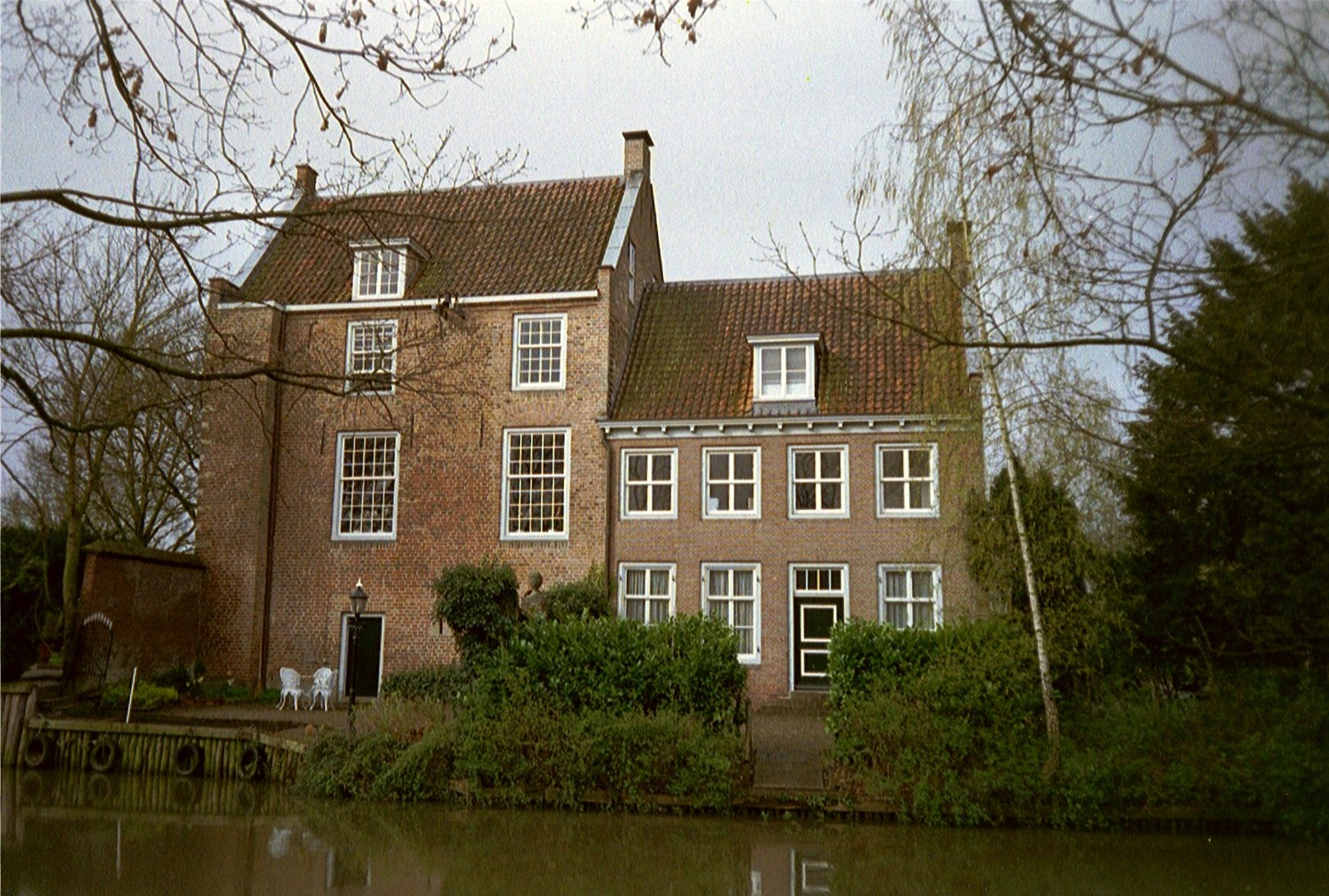
De Beesde of "Cammingha"

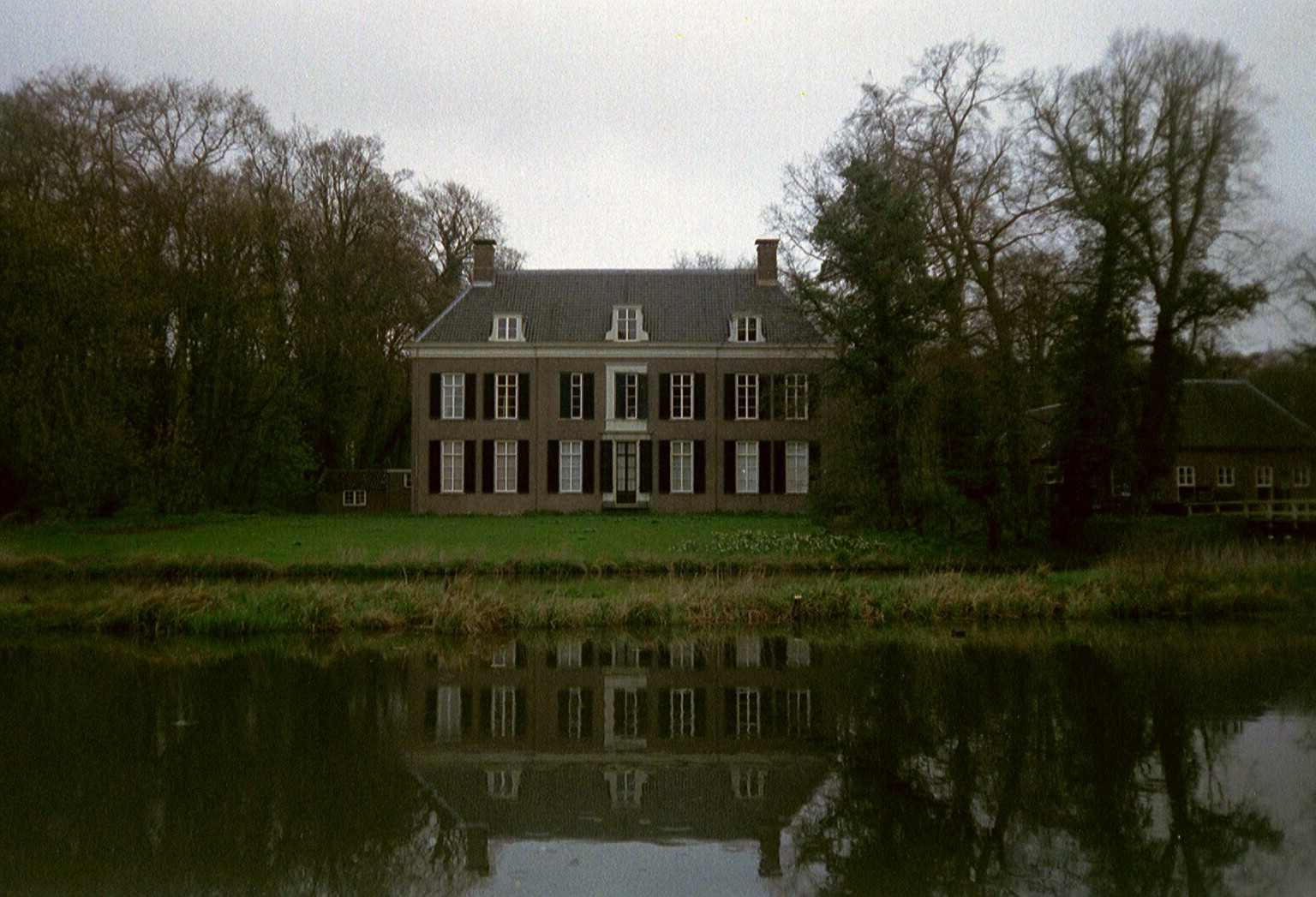
Oud-Amelisweerd

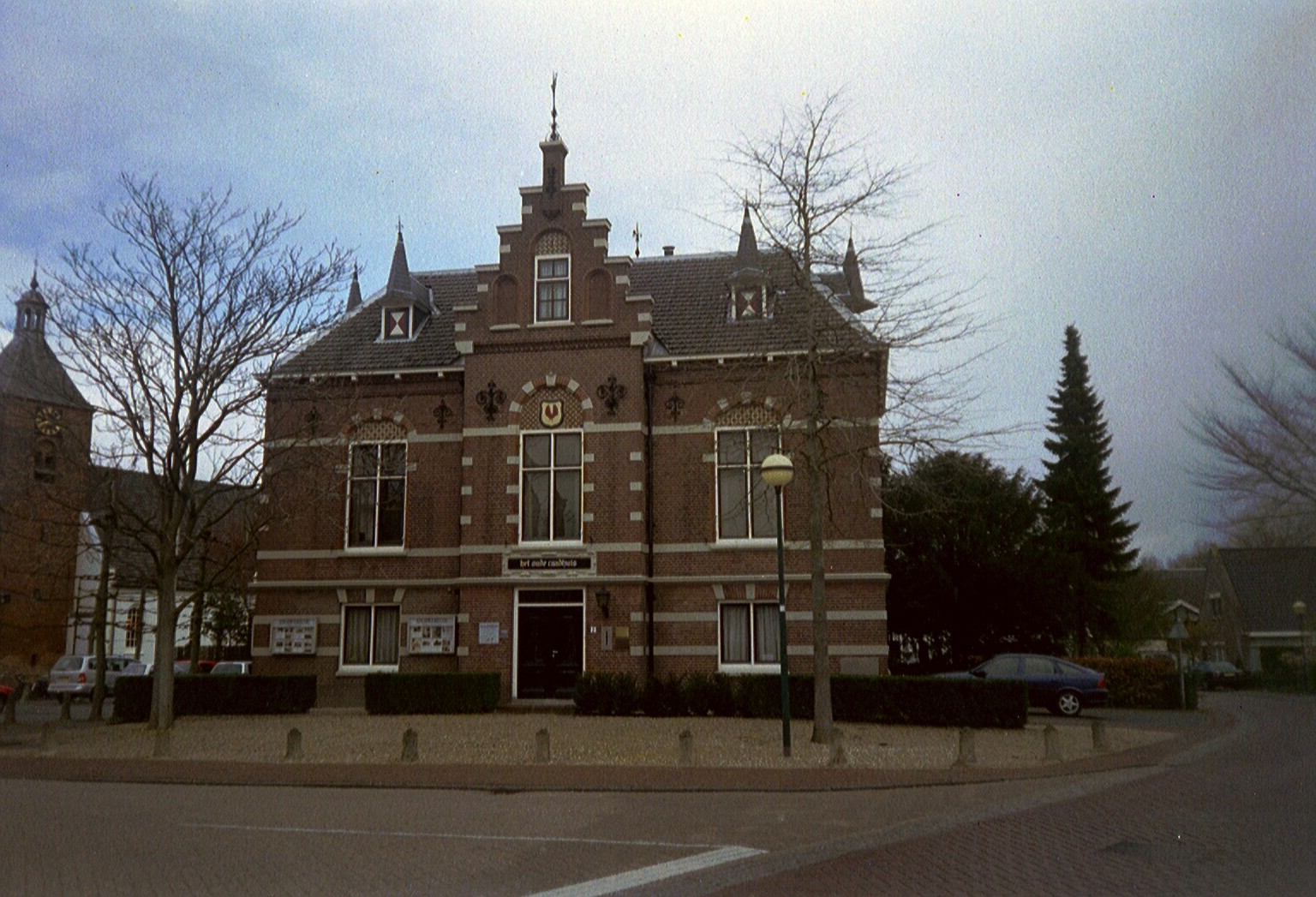
Voormalig raadhuis aan het begin van de Burgemeester v.d. Weyerstraat

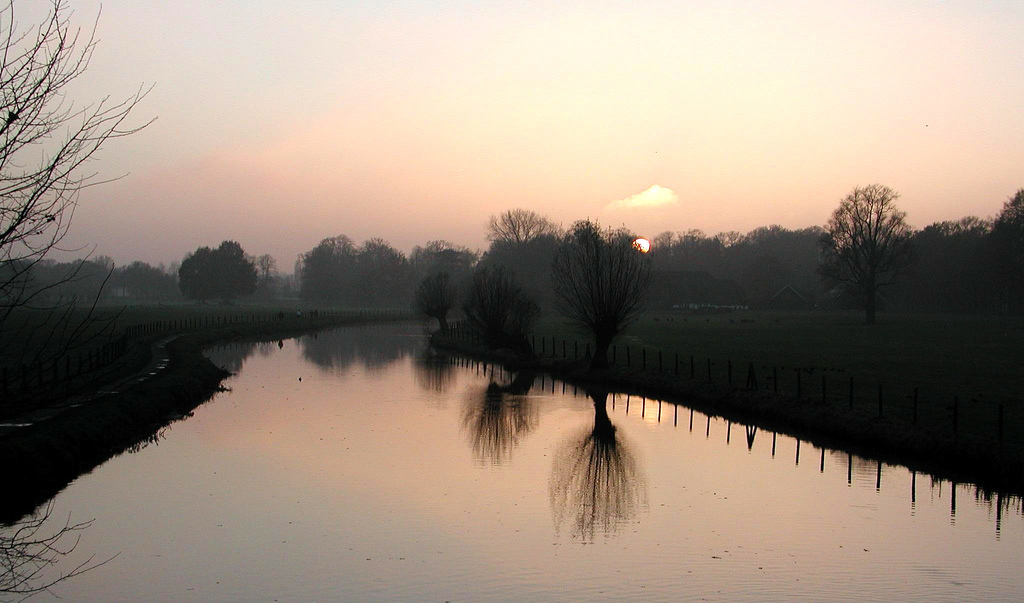
De Kromme Rijn vanaf het Vagantenpad

Bunnik (uitspraakⓘ) is een gemeente in de Nederlandse provincie Utrecht. De gemeente telt 16.116 inwoners (1 januari 2024, bron: CBS) en heeft een oppervlakte van 37,62 km² (waarvan 0,52 km² water). Hoofdplaats is het dorp Bunnik.

## Geschiedenis
De geschiedenis van de gemeente gaat zo’n 2000 jaar terug. De Romeinen bouwden kort na het begin van onze jaartelling bij Fectio (Vechten) een belangrijk castellum met een haven aan de toenmalige loop van de Rijn, hun grensrivier. Destijds was de Lek minder belangrijk. Het meeste water stroomde vanaf Wijk bij Duurstede naar het noorden, door Bunnik via Utrecht naar Katwijk aan den Rijn (zie Kromme Rijn, Leidse Rijn, Oude Rijn).
Bij het castellum ontwikkelde zich een handelsplaats. Deze bleef bestaan, ook toen het castellum in de vierde eeuw definitief door de Romeinen werd verlaten. Het gebied werd toen achtereenvolgens bezet door de Friezen en de Franken. In 723 schonk de Frankische hofmeier Karel Martel onder andere de restanten van Fectio aan de Utrechtse kerk. Onder kerkelijke leiding werd het gebied tussen de 8e - en de 14e eeuw geheel ontgonnen. Belangrijk voor de ontginningen was de dam die in of kort na 1122 te Wijk bij Duurstede in de Rijn werd gelegd, zodat de Lek de doorgaande route werd. Sindsdien is de waterstand in de Kromme Rijn te regelen, maar is er vrijwel geen scheepvaart meer. In de 8e en 9e eeuw ontwikkelden zich de drie kerkdorpen Bunninchem (Bunnik), Iodichem (Odijk) en Wercundia (Werkhoven). In de 12e en 13e eeuw werden er kleine dorpskerkjes gebouwd.
Uit de kerkelijke indeling ontwikkelde zich aan het eind van de middeleeuwen een aantal gerechten (bestuurlijke organisaties), die in de Franse tijd werden vervangen door gemeenten. Van 1817 tot 1856 waren er vier gemeenten op het grondgebied van de huidige gemeente Bunnik, die ieder een kwartier leverden van het gemeentewapen: de rode haan van Bunnik; St. Nicolaas uit Odijk; het Witte Paard van Werkhoven; en de Fleur de lis (uit het Van Renesse-wapen) van Rhijnauwen. De huidige gemeente Bunnik bestaat sinds 1964.
In augustus 1974 besloot de gemeenteraad tot het vaststellen van een gemeentevlag. Drie golvende banen van groen, wit en groen stellen de Kromme Rijn voor, stromend door de groene velden.

### Beschrijving van het gemeentelogo en de vlag
Het gemeentelogo dat sinds de ingebruikname van het nieuwe gemeentehuis in 1996 wordt gebruikt, toont een symbolische weergave van de gemeente Bunnik. De drie groene ringen verwijzen naar de drie dorpen Bunnik, Odijk en Werkhoven, waaruit de gemeente bestaat. De twee blauwe, golvende lijnen verwijzen naar de Kromme Rijn als verbindend element tussen deze drie dorpen. Ook het traditionele wapen van Bunnik is, in gestileerde vorm, verwerkt in de huisstijl van de gemeente. De vlag bestaat uit drie golvende banen: groen, wit, groen. Deze banen staan symbool voor de Kromme Rijn die door de groene akkers van gemeente Bunnik stroomt.

## Omgeving
De gemeente Bunnik ligt nabij een knooppunt van spoorwegen en snelle verbindingen met de historische stad Utrecht. De Kromme Rijn stroomt door de drie kernen van de gemeente. Het dorp Bunnik ligt aan de N229, heeft een aansluiting aan de A12 en een treinstation, station Bunnik. In het westen van de gemeente liggen het landgoed Amelisweerd en de forten Rijnauwen en Vechten, beide ooit onderdeel van de Nieuwe Hollandse Waterlinie.
In Rhijnauwen bevindt zich ook de oudste jeugdherberg van Nederland.

### Topografie
Topografische gemeentekaart van Bunnik, per september 2022. Klik op de kaart voor vergroting.

### Aangrenzende gemeenten
| Aangrenzende gemeenten | Aangrenzende gemeenten | Aangrenzende gemeenten | Aangrenzende gemeenten | Aangrenzende gemeenten |
| ---------------------- | ---------------------- | ---------------------- | ---------------------- | ---------------------- |
| Utrecht                |                        | Zeist                  |                        |                        |
|                        |                        |                        |                        |                        |
|                        | Utrechtse Heuvelrug    |                        |                        |                        |
|                        |                        |                        |                        |                        |
| Houten                 |                        |                        |                        | Wijk bij Duurstede     |

## Bedrijfsleven en organisaties
In Bunnik zijn onder andere de Koninklijke BAM Groep, de BOVAG en frisdrankfabrikant Vrumona gevestigd. In Odijk hield de CNV Hout en Bouw kantoor. In 2021 is het CNV-kantoor gesloopt om ruimte te maken voor woningen.

## Politiek

### Gemeenteraad
De gemeenteraad van Bunnik bestaat uit zeventien gemeenteraadsleden (tot 2018 vijftien gemeenteraadsleden). Hieronder de behaalde zetels per partij bij de gemeenteraadsverkiezingen sinds 1994:
| Zetelverdeling gemeenteraad | Zetelverdeling gemeenteraad | Zetelverdeling gemeenteraad | Zetelverdeling gemeenteraad | Zetelverdeling gemeenteraad | Zetelverdeling gemeenteraad | Zetelverdeling gemeenteraad | Zetelverdeling gemeenteraad | Zetelverdeling gemeenteraad |
| Partij                      | 1994                        | 1998                        | 2002                        | 2006                        | 2010                        | 2014                        | 2018                        | 2022                        |
| --------------------------- | --------------------------- | --------------------------- | --------------------------- | --------------------------- | --------------------------- | --------------------------- | --------------------------- | --------------------------- |
| Perspectief 21              | -                           | 4                           | 5                           | 6                           | 7                           | 6                           | 8                           | 6                           |
| CDA                         | 6                           | 5                           | 5                           | 5                           | 4                           | 4                           | 5                           | 5                           |
| VVD                         | 4                           | 4                           | 3                           | 3                           | -                           | -                           | -                           | 3                           |
| D66                         | 2                           | 2                           | 2                           | 1                           | -                           | -                           | -                           | 3                           |
| De Liberalen                | -                           | -                           | -                           | -                           | 4                           | 5                           | 4                           | -                           |
| GroenLinks                  | 2                           | -                           | -                           | -                           | -                           | -                           | -                           | -                           |
| PvdA                        | 1                           | -                           | -                           | -                           | -                           | -                           | -                           | -                           |
| Opkomstpercentage           | -                           | 70,3                        | 69,2                        | 69,2                        | 63,8                        | 63,3                        | 65,7                        | 66,3                        |

In 2020 zijn 3 leden uit Perspectief 21 gestapt. Zij vormden tot de verkiezingen in 2022 een nieuwe fractie, Bunniks Belang.        
Vanaf de gemeenteraadsverkiezingen in 2022 is de samenwerking in de Liberalen van D66 en VVD opgeheven, en hebben beide partijen weer een eigen fractie.       
Op 6 september 2022 werd bekend dat CDA-raadslid Leny Visser geen onderdeel meer uitmaakt van de CDA-fractie. Vanwege haar voorkeurstemmen ging ze door als zelfstandig raadslid.

### College van B en W
In de periode 2018-2022 vormden P21 en de Liberalen een coalitie. Beide partijen leverden een wethouder, met bovendien nog een derde, gezamenlijke wethouder. In 2021 viel de coalitie vanwege een motie van afkeuring tegen Paul Heijmerink, wethouder namens Perspectief 21. Daarop stapte de wethouder op, en besloot Perspectief 21 de samenwerking op te zeggen.
Na de gemeenteraadsverkiezingen in 2022 hebben P21 en D66 een coalitieakkoord gesloten onder de naam “Natuurlijk in Bunnik”.

## Kernen
Bunnik, Odijk, Werkhoven en Vechten

## Monumenten
In de gemeente zijn er een aantal rijksmonumenten, gemeentelijke monumenten en enkele oorlogsmonumenten, zie:
- Lijst van rijksmonumenten in Bunnik (gemeente)
- Lijst van gemeentelijke monumenten in Bunnik
- Lijst van oorlogsmonumenten in Bunnik

## Bekende inwoners

### Geboren in Bunnik
- Annette Barlo (1974), actrice en presentatrice
- Katja Schuurman (1975), actrice, presentatrice en zangeres
- Gregor Stam (1962), triatleet
- Jaap Stockmann (1984), hockeyer

### Woonachtig geweest
- Thea Beckman (1923–2004), schrijfster van kinder- en jeugdboeken
- Alexandrina van Donkelaar-Vink (1895–2006), oudste inwoner van Nederland